# Купуния, Ольга Александровна
Ольга Александровна Купуния (1883 год, Зугдидский уезд, Кутаисская губерния, Российская империя — неизвестно, село Ахалсопели, Зугдидский район, Грузинская ССР) — колхозница колхоза имени Берия Ахалсопельского сельсовета Зугдидского района, Грузинская ССР. Самая возрастная женщина, удостоенная звания Героя Социалистического Труда в Грузинской ССР (1950).

## Биография
Родилась в 1883 году в крестьянской семье в одном из сельских населённых пунктов Зугдидского уезда. С раннего возраста трудилась в сельском хозяйстве. Во время коллективизации вступила в колхоз имени Берия Зугдидского района (с 1953 года — колхоз имени Ленина), председателем которого с 1938 года был Антимоз Михайлович Рогава. Трудилась на чайной плантации. В годы Великой Отечественной войны участвовала в оборонительных мероприятиях, за что была награждена боевой медалью «За оборону Кавказа». За выдающиеся трудовые показания при сборе чайного листа по итогам 1948 года была награждена Орденом Трудового Красного Знамени.
В 1949 году собрала 6129 килограмм сортового зелёного чайного листа на участке площадью 0,5 гектара. Указом Президиума Верховного Совета СССР от 19 июля 1950 года удостоена звания Героя Социалистического Труда за «получение высоких урожаев сортового зелёного чайного листа и цитрусовых плодов в 1949 году» с вручением ордена Ленина и золотой медали «Серп и Молот» (№ 5261).
Этим же указом званием Героя Социалистического Труда были награждены восемь тружеников колхоза имени Берия чаеводы Вакоша Акакиевна Берия, Ираклий Дзикиевич Берия, Натела Бочоевна Гардава, Этери Элизбаровна Джоджуа, Минадора Партеньевна Минадора, Владимир Несторович Козуа, Лили Кондратьевна Ревия и Дуня Яковлевна Рогава.
В последующем продолжала показывать высокие трудовые результаты. По итогам работы 1950 года была награждена вторым Орденом Ленина.
После выхода на пенсию проживала селе Ахалсопели Зугдидского района. Дата смерти не установлена.
Награды
- Герой Социалистического Труда
- Орден Ленина — дважды (1950; 01.09.1951)
- Орден Трудового Красного Знамени (29.08.1949)
- Медаль «За оборону Кавказа» (01.05.1944)